# 丁士一
丁士一，字鶚薦，號河峰，山東日照人，清朝政治人物。

## 生平
康熙四十五年（1706年）丙戌科進士，雍正元年（1723年）授御史，次年二月出任巡視臺灣監察御史。他於三月十一日（1724年4月4日）在揚州與滿籍巡臺御史禪濟布會合，閏四月廿一日（1724年6月12日）一起到臺就任。
丁士一於任內曾與禪濟布奏報臺灣稻子播種及米價情形，並處理颱風災害與琉球船難事件。因為當時臺灣府城沒有城郭，丁士一、禪濟布與臺廈道吳昌祚、臺灣鎮總兵林亮共同協商，於府城四周籌建木柵，以資環衛。 
同年丁士一調任福建按察使，於十一月十五日（1724年12月30日）離臺。